# Wasserfallkarspitze
La Wasserfallkarspitze est une montagne culminant à 2 557 m d'altitude dans les Alpes d'Allgäu.

## Géographie
La Wasserfallkarspitze se situe dans le chaînon de Hornbach, à l'ouest d'Elmen, dans le Lechtal. Il est entouré par l'Elferspitze (2 512 m) à l'ouest et par la Schwellenspitze (2 496 m) à l'est.
Au nord, le Faulholzerkar se trouve au-dessus de Hinterhornbach dans le Hornbachtal ; le Wasserfallkar est au sud, le Großkar à l'est.

## Ascension
La Wasserfallkarspitze peut être atteint depuis le village de Klimm, en environ 4 heures et demie. Il suffit de suivre un sentier balisé depuis le Großkar. On peut aussi prendre un sentier non balisé vers une crête au sud-est d'une difficulté I. L'ascension au sommet est aussi facile.